# Kungsbacka (Suède)
Pour les articles homonymes, voir Kungsbacka.
Ville historique de Suède et chef-lieu de la commune de Kungsbacka, Kungsbacka se situe au nord du comté de Halland. En 2010, la ville comptait environ 19 057 habitants (sur les 77 453 de la commune).
Les villes les plus proches sont Göteborg et Mölndal au nord et Varberg au sud.
La ville de Kungsbacka s'étend au-delà du territoire de la paroisse de Kungsbacka.

## Histoire
La ville de Koningsbakkae était au Moyen Âge un poste commercial frontalier danois. Elle est mentionnée pour la première fois en 1366 en tant que la fortification de Kungsbackahus, située entre les fleuves Kungsbackaån et Söderån (aujourd'hui Skansen). La date précise à laquelle la ville a reçu sa charte n'est pas connue, mais le premier document officiel la citant en tant que ville date du 13 décembre 1408. Au début du XVe siècle, le roi Jean Ier de Danemark révoqua les privilèges commerciaux de la ville au profit d'Halmstad, mais Kungsbacka les récupèrera en 1582.
Lorsque la province du Halland devint suédoise en 1645, Kungsbacka se vit éclipsée par Göteborg, qui attira à la fois les populations et les entreprises. À la fin du XIXe siècle, Kungsbacka était l'une des plus petites villes de Suède, comptant moins de 1 000 habitants.
En 1805, Carl Hårleman décrit la ville, comptant alors 384 habitants, comme une bourgade paysanne sans revenus. Un incendie détruit en 1846 une grande partie de la ville. La ville s'agrandira progressivement par la suite : 620 habitants en 1880, 961 au début du XXe siècle. Vers le milieu du XIXe siècle, le port de Kungsbacka fut rénové, et le commerce maritime (en particulier de bois) prospéra. Durant le XXe siècle, la ville était connue pour ses taxes très basses (en 1931, seule la ville de Djursholm avait des taxes plus basses), ce qui attira beaucoup de retraités nantis.
Jusqu'aux années 1960, la ville resta relativement insignifiante. Mais, au fur et à mesure que l'exode urbain prit de l'ampleur dans les années 1970, la ville gagna en importance.

### Administration

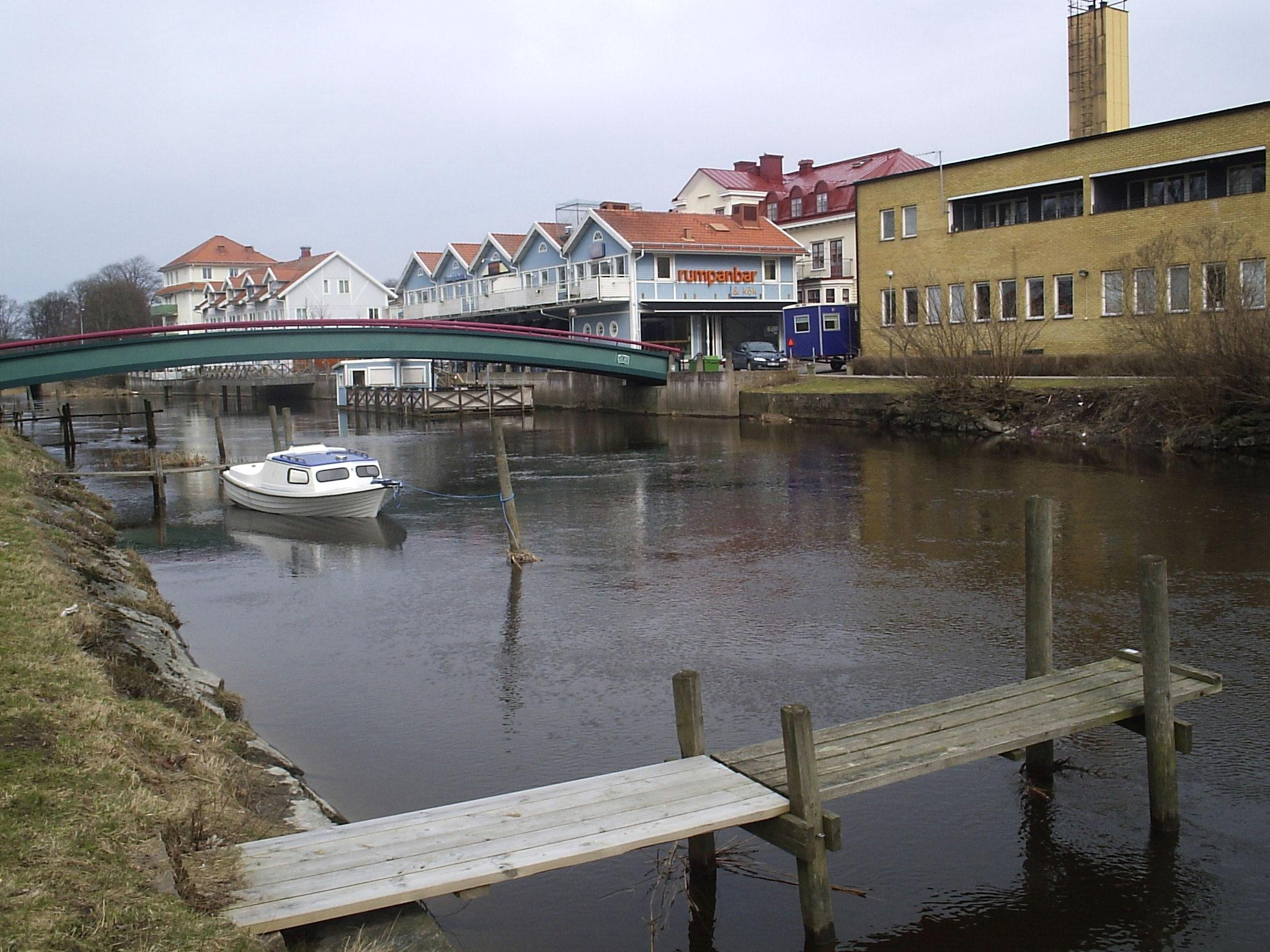
La rivière Kungsbackaån dans le centre-ville de Kungsbacka.

Lors de la réforme des communes de 1862, la ville de Kungsbacka devint le centre de sa propre commune. Elle absorba la ville de Tölö en 1969.
D'un point de vue ecclésiastique, la ville faisait partie jusqu'en 2013 de la paroisse de Kungsbacka. Depuis, 2013, les paroisses de Kunsbacka et Hanhals ont été fusionnés. Une partie de la ville appartient toujours à la paroisse de Tölö.
Juridiquement, la ville fait partie depuis 1972 de la Cour de Justice de Varberg.

### Population
| 1960  | 1965  | 1970  | 1975   | 1980   | 1990   | 1995   | 2000   | 2005   |
| ----- | ----- | ----- | ------ | ------ | ------ | ------ | ------ | ------ |
| 5 097 | 6 461 | 9 829 | 11 986 | 12 827 | 14 564 | 16 359 | 17 133 | 17 784 |

| 2010   | - | - | - | - | - | - | - | - |
| ------ | - | - | - | - | - | - | - | - |
| 19 057 | - | - | - | - | - | - | - | - |

## Personnalités liées à la commune
- Mikael Boman (1988-), footballeur suédois né à Kungsbacka.
- Fridolina Rolfö (1993-), footballeuse suédoise née à Kungsbacka.

### Jumelage
La ville est jumelée avec :
- Saarijärvi, Finlande
- Neiva, Colombie

## Urbanisme
Le centre-ville est caractérisé par des bâtiments bas en bois du siècle dernier.
La ville est divisée en plusieurs quartiers, dont :
- Hålabäck
- Varla
- Hammerö
- Tingberget
- Fors
- Tölö
- Hede
- Söderstaden

### Centres commerciaux
Le Kungsmässan et le Freeport sont deux grands centres commerciaux connus ; le Kungsmässan a remporté en 2008 le titre de « Centre commercial de l'année ».

## Transports
La gare de Kungsbacka est le terminus du train de banlieue la reliant à la Gare centrale de Göteborg. La Västkustbanan (ligne de la côte ouest) reliant Lund et Göteborg la traverse en s'y arrêtant.
L'autoroute E6/E20, axe routier principal de l'ouest de la Suède, dessert la ville.
L'aéroport le plus proche est Landvetter, l'un des deux aéroports de Göteborg.
Le port de Kungsbacka sert aujourd'hui principalement à la plaisance.